# Wereldkampioenschappen judo 2023
De wereldkampioenschappen judo 2023 werden van 7 tot en met 14 mei gehouden in Doha, Qatar. De wedstrijden vonden plaats in de Ali Bin Hamad al-Attiyah Arena. Er stonden vijftien onderdelen op het programma, zeven voor mannen, zeven voor vrouwen en een gemengde landenwedstrijd.
657 judoka's uit 99 landen hadden zich geplaatst voor het toernooi. Rusland en Belarus waren net als vorig jaar uitgesloten van deelname. Naar aanleiding van de Russische invasie van Oekraïne verklaarde de Internationale Judofederatie (IJF) op 2 maart 2022 dat Russische en Belarussische judoka's uitsluitend onder de vlag van de IJF mochten deelnemen aan door de IJF georganiseerde toernooien en dus voorlopig niet namens hun land mochten uitkomen op deze toernooien. Hierop besloten de Russische en Belarussische judobonden in 2022 geen judoka's af te vaardigen naar deze toernooien. Voor de wereldkampioenschappen van 2023 waren een twintigtal judoka's uit Rusland (18 judoka's) en Belarus (2 judoka's) onder neutrale vlag toegelaten tot het toernooi. 
Daarop besloot de Oekraïense judobond haar selectie van veertien judoka's terug te trekken en de wereldkampioenschappen van 2023 te boycotten.

## Programma
De mannen en vrouwen kwamen uit in zeven gewichtsklassen. Tot en met de kwartfinales vonden de wedstrijden dagelijks plaats vanaf 10:30 uur lokale tijd (UTC+3). De halve finales, herkansingen en de finales vonden plaats vanaf 18:00 uur lokale tijd.
| Gewichtsklasse  | Gewichtsklasse  | mei         | mei         | mei         | mei         | mei         | mei         | mei         | mei  | mei    |
| Mannen          | Vrouwen         | 7           | 8           | 9           | 10          | 11          | 12          | 13          | 14   | Totaal |
| --------------- | --------------- | ----------- | ----------- | ----------- | ----------- | ----------- | ----------- | ----------- | ---- | ------ |
| –60 kg          | –48 kg          | Goud · Goud |             |             |             |             |             |             |      | 2      |
| –66 kg          | –52 kg          |             | Goud · Goud |             |             |             |             |             |      | 2      |
| –73 kg          | –57 kg          |             |             | Goud · Goud |             |             |             |             |      | 2      |
| –81 kg          | –63 kg          |             |             |             | Goud · Goud |             |             |             |      | 2      |
| –90 kg          | –70 kg          |             |             |             |             | Goud · Goud |             |             |      | 2      |
| –100 kg         | –78 kg          |             |             |             |             |             | Goud · Goud |             |      | 2      |
| +100 kg         | +78 kg          |             |             |             |             |             |             | Goud · Goud |      | 2      |
| Landenwedstrijd | Landenwedstrijd |             |             |             |             |             |             |             | Goud | 1      |
| Totaal          | Totaal          | 2           | 2           | 2           | 2           | 2           | 2           | 2           | 1    | 15     |

## Medailles

### Mannen
| Onderdeel           | Goud               | Zilver             | Brons                   |
| ------------------- | ------------------ | ------------------ | ----------------------- |
| Klasse tot 60 kg    | Francisco Garrigós | Dilshodbek Baratov | Giorgi Sardalashvili    |
| Klasse tot 60 kg    | Francisco Garrigós | Dilshodbek Baratov | Lee Ha-rim              |
| Klasse tot 66 kg    | Hifumi Abe         | Joshiro Maruyama   | Yondonperenlein Baskhüü |
| Klasse tot 66 kg    | Hifumi Abe         | Joshiro Maruyama   | Walide Khyar            |
| Klasse tot 73 kg    | Nils Stump         | Manuel Lombardo    | Soichi Hashimoto        |
| Klasse tot 73 kg    | Nils Stump         | Manuel Lombardo    | Murodjon Yuldoshev      |
| Klasse tot 81 kg    | Tato Grigalasjvili | Matthias Casse     | Takanori Nagase         |
| Klasse tot 81 kg    | Tato Grigalasjvili | Matthias Casse     | Lee Joon-hwan           |
| Klasse tot 90 kg    | Luka Maisuradze    | Lasja Bekaoeri     | Marcus Nyman            |
| Klasse tot 90 kg    | Luka Maisuradze    | Lasja Bekaoeri     | Sanshiro Murao          |
| Klasse tot 100 kg   | INA Arman Adamian  | Lukáš Krpálek      | Zelym Kotsoiev          |
| Klasse tot 100 kg   | INA Arman Adamian  | Lukáš Krpálek      | Peter Paltchik          |
| Klasse boven 100 kg | Teddy Riner        | INA Inal Tasoev    | Alisher Yusupov         |
| Klasse boven 100 kg | Teddy Riner        | INA Inal Tasoev    | Rafael Silva            |

### Vrouwen
| Onderdeel          | Goud                | Zilver               | Brons                       |
| ------------------ | ------------------- | -------------------- | --------------------------- |
| Klasse tot 48 kg   | Natsumi Tsunoda     | Shirine Boukli       | Wakana Koga                 |
| Klasse tot 48 kg   | Natsumi Tsunoda     | Shirine Boukli       | Assunta Scutto              |
| Klasse tot 52 kg   | Uta Abe             | Diyora Keldiyorova   | Amandine Buchard            |
| Klasse tot 52 kg   | Uta Abe             | Diyora Keldiyorova   | Odette Giuffrida            |
| Klasse tot 57 kg   | Christa Deguchi     | Haruka Funakubo      | Lkhagvatogoogiin Enkhriilen |
| Klasse tot 57 kg   | Christa Deguchi     | Haruka Funakubo      | Jessica Klimkait            |
| Klasse tot 63 kg   | Clarisse Agbegnenou | Andreja Leški        | Szofi Özbas                 |
| Klasse tot 63 kg   | Clarisse Agbegnenou | Andreja Leški        | Joanne van Lieshout         |
| Klasse tot 70 kg   | Saki Niizoe         | Giovanna Scoccimarro | Michaela Polleres           |
| Klasse tot 70 kg   | Saki Niizoe         | Giovanna Scoccimarro | Barbara Matić               |
| Klasse tot 78 kg   | Inbar Lanir         | Audrey Tcheuméo      | Guusje Steenhuis            |
| Klasse tot 78 kg   | Inbar Lanir         | Audrey Tcheuméo      | Alice Bellandi              |
| Klasse boven 78 kg | Akira Sone          | Julia Tolofua        | Beatriz Souza               |
| Klasse boven 78 kg | Akira Sone          | Julia Tolofua        | Raz Hershko                 |

### Gemengd
Bij het onderdeel gemengde landenteams streden 188 judoka's uit 18 landen om de medailles. De teams kwamen in zes gewichtsklassen uit, drie bij de mannen (−73 kg, −90 kg, +90 kg) en drie bij de vrouwen (−57 kg, −70 kg, +70 kg).
| Onderdeel    | Goud | Zilver | Brons |
| ------------ | --- | --- | --- |
| Gemengd team | Japan Haruka Funakubo Soichi Hashimoto Kokoro Kageura Hayato Koga Moka Kuwagata Sanshiro Murao Saki Niizoe Tatsuru Saito Maya Segawa Akira Sone Goki Tajima Momo Tamaoki | Frankrijk Orlando Cazorla Sarah-Léonie Cysique Romane Dicko Joan-Benjamin Gaba Marie-Ève Gahié Priscilla Gneto Coralie Hayme Alexis Mathieu Amadou Meité Maxime-Gaël Ngayap Hambou Margaux Pinot Joseph Terhec | Georgië Eter Askilashvili Lasja Bekaoeri Kote Kapanadze Eteri Liparteliani Luka Maisuradze Lasja Sjavdatoeasjvili Sophio Somkhisjvili Guram Tushisjvili Gela Zaalisjvili |
| Gemengd team | Japan Haruka Funakubo Soichi Hashimoto Kokoro Kageura Hayato Koga Moka Kuwagata Sanshiro Murao Saki Niizoe Tatsuru Saito Maya Segawa Akira Sone Goki Tajima Momo Tamaoki | Frankrijk Orlando Cazorla Sarah-Léonie Cysique Romane Dicko Joan-Benjamin Gaba Marie-Ève Gahié Priscilla Gneto Coralie Hayme Alexis Mathieu Amadou Meité Maxime-Gaël Ngayap Hambou Margaux Pinot Joseph Terhec | Nederland Koen Heg Noël van 't End Frank de Wit Roy Meyer Michael Korrel Julie Beurskens Kim Polling Sanne van Dijke Guusje Steenhuis Karen Stevenson                    |

### Medaillespiegel
| Plaats | Land         | Goud | Zilver | Brons | Totaal |
| 1      | Japan        | 6    | 2      | 4     | 12     |
| 2      | Frankrijk    | 2    | 4      | 2     | 8      |
| 3      | Georgië      | 2    | 1      | 2     | 5      |
| –      | INA          | 1    | 1      | 0     | 2      |
| 4      | Israël       | 1    | 0      | 2     | 3      |
| 5      | Canada       | 1    | 0      | 1     | 2      |
| 6      | Spanje       | 1    | 0      | 0     | 1      |
| 6      | Zwitserland  | 1    | 0      | 0     | 1      |
| 8      | Oezbekistan  | 0    | 2      | 2     | 4      |
| 9      | Italië       | 0    | 1      | 3     | 4      |
| 10     | België       | 0    | 1      | 0     | 1      |
| 10     | Duitsland    | 0    | 1      | 0     | 1      |
| 10     | Slovenië     | 0    | 1      | 0     | 1      |
| 10     | Tsjechië     | 0    | 1      | 0     | 1      |
| 14     | Nederland    | 0    | 0      | 3     | 3      |
| 15     | Brazilië     | 0    | 0      | 2     | 2      |
| 15     | Mongolië     | 0    | 0      | 2     | 2      |
| 15     | Zuid-Korea   | 0    | 0      | 2     | 2      |
| 18     | Azerbeidzjan | 0    | 0      | 1     | 1      |
| 18     | Hongarije    | 0    | 0      | 1     | 1      |
| 18     | Kroatië      | 0    | 0      | 1     | 1      |
| 18     | Oostenrijk   | 0    | 0      | 1     | 1      |
| 18     | Zweden       | 0    | 0      | 1     | 1      |
| Totaal | Totaal       | 15   | 15     | 30    | 60     |

Bron: IJF

## Prestaties Belgische en Nederlandse judoka's

### Belgische selectie
De Belgische selectie bestond uit negen judoka's (zes mannen en drie vrouwen) die zich voor individuele onderdelen hadden geplaatst. Vier judoka's —Sophie Berger (−78 kg), Gabriella Willems (−70 kg), Mina Libeer (−57 kg) en Loïs Petit (−48 kg)— moesten zich wegens blessures terugtrekken.
Mannen
| judoka            | onderdeel | eerste ronde             | tweede ronde                    | derde ronde                | kwartfinale            | halve finale               | herkansing                   | finale / BM                | finale / BM    |
| judoka            | onderdeel | tegenstander uitslag     | tegenstander uitslag            | tegenstander uitslag       | tegenstander uitslag   | tegenstander uitslag       | tegenstander uitslag         | tegenstander uitslag       | rang           |
| ----------------- | --------- | ------------------------ | ------------------------------- | -------------------------- | ---------------------- | -------------------------- | ---------------------------- | -------------------------- | -------------- |
| Jorre Verstraeten | −60 kg    | bye                      | Luka Mkheidzebr W 11-00         | Chong-You Lin W 01-00      | Lee Harim W 00-10      | Dilshodbek Baratov V 01:00 | Giorgi Sardalashvili V 10:00 | n.v.t.                     | 5e             |
| Abdul Umayev      | −73 kg    | Kavan Majidi W 11:01     | Makhmadbek Makhmadbekov V 00:10 | n.v.t.                     | niet geplaatst         | niet geplaatst             | niet geplaatst               | niet geplaatst             | niet geplaatst |
| Matthias Casse    | −81 kg    | bye                      | Antonio Esposito W 10-00        | Medickson del Orbe W 01-00 | Attila Ungvári W 10-00 | Sagi Muki W 10-00          | n.v.t.                       | Tato Grigalasjvili V 01:00 | Zilver         |
| Sami Chouchi      | −90 kg    | Mattias Kuusik W 01-00   | Yuta Galarreta W 10-00          | Noël van 't End V 10-00    | niet geplaatst         | niet geplaatst             | niet geplaatst               | niet geplaatst             | niet geplaatst |
| Karel Foubert     | −90 kg    | Mansur Lorsanov V 00:01  | n.v.t.                          | n.v.t.                     | niet geplaatst         | niet geplaatst             | niet geplaatst               | niet geplaatst             | niet geplaatst |
| Toma Nikiforov    | −100 kg   | George Udsilauri W 00:10 | Kyle Reyes V 01:00              | n.v.t.                     | niet geplaatst         | niet geplaatst             | niet geplaatst               | niet geplaatst             | niet geplaatst |

Vrouwen
| judoka             | onderdeel | eerste ronde                        | tweede ronde             | derde ronde              | kwartfinale          | halve finale         | herkansing           | finale / BM          | finale / BM    |
| judoka             | onderdeel | tegenstander uitslag                | tegenstander uitslag     | tegenstander uitslag     | tegenstander uitslag | tegenstander uitslag | tegenstander uitslag | tegenstander uitslag | rang           |
| ------------------ | --------- | ----------------------------------- | ------------------------ | ------------------------ | -------------------- | -------------------- | -------------------- | -------------------- | -------------- |
| Ellen Salens       | −48 kg    | bye                                 | Francesca Milani V 11:00 | n.v.t.                   | niet geplaatst       | niet geplaatst       | niet geplaatst       | niet geplaatst       | niet geplaatst |
| Charline Van Snick | −52 kg    | Sofia Asvesta W 00:11               | Réka Pupp V 11:01        | n.v.t.                   | niet geplaatst       | niet geplaatst       | niet geplaatst       | niet geplaatst       | niet geplaatst |
| Amber Ryheul       | −52 kg    | Lkhagvasürengiin Sosorbaram W 10:00 | Maria Siderot W 11:00    | Distria Krasniqi V 10:00 | niet geplaatst       | niet geplaatst       | niet geplaatst       | niet geplaatst       | niet geplaatst |

### Nederlandse selectie
De Nederlandse selectie bestond uit zestien judoka's, waarvan er veertien (zeven vrouwen en zeven mannen) voor individuele onderdelen waren geplaatst. Geke van den Berg (−63 kg) was ook in de selectie opgenomen, maar moest zich vanwege een blessure terugtrekken. Ook Tornike Tsjakadoea (-60 kg) moest zich door een blessure afmelden. Voor het slotonderdeel 'gemengd landenteam' waren Koen Heg (−73 kg) en Julie Beurskens (−57 kg) in de selectie opgenomen. Hilde Jager (−70 kg) was als reserve aangewezen.
Mannen
| judoka           | onderdeel | eerste ronde                 | tweede ronde                  | derde ronde           | kwartfinale             | halve finale         | herkansing                        | finale / BM          | finale / BM    |
| judoka           | onderdeel | tegenstander uitslag         | tegenstander uitslag          | tegenstander uitslag  | tegenstander uitslag    | tegenstander uitslag | tegenstander uitslag              | tegenstander uitslag | rang           |
| ---------------- | --------- | ---------------------------- | ----------------------------- | --------------------- | ----------------------- | -------------------- | --------------------------------- | -------------------- | -------------- |
| Frank de Wit     | −81 kg    | Nugzari Tatalashvili W 00:10 | Wachid Borchashvili V 00:01   | n.v.t.                | niet geplaatst          | niet geplaatst       | niet geplaatst                    | niet geplaatst       | niet geplaatst |
| Noël van 't End  | −90 kg    | Peter Zilka W 00:01          | Dzhakhongir Madzhidov W 10:00 | Sami Chouchi W 10:00  | Luka Maisuradze V 10:00 | n.v.t.               | Ivan Felipe Silva Morales V 00:10 | n.v.t.               | 7e             |
| Jesper Smink     | −90 kg    | Alexis Mathieu W 01:00       | Robert Florentino V 00:02     | n.v.t.                | niet geplaatst          | niet geplaatst       | niet geplaatst                    | niet geplaatst       | niet geplaatst |
| Simeon Catharina | −100 kg   | bye                          | Bojan Došen W 10:00           | Arman Adamian V 01:11 | niet geplaatst          | niet geplaatst       | niet geplaatst                    | niet geplaatst       | niet geplaatst |
| Michael Korrel   | −100 kg   | bye                          | Zsombor Vég V 00:01           | n.v.t.                | niet geplaatst          | niet geplaatst       | niet geplaatst                    | niet geplaatst       | niet geplaatst |
| Roy Meyer        | +100 kg   | bye                          | Inal Tasoev V 00:01           | n.v.t.                | niet geplaatst          | niet geplaatst       | niet geplaatst                    | niet geplaatst       | niet geplaatst |
| Jelle Snippe     | +100 kg   | Enej Marinič V 10:01         | n.v.t.                        | n.v.t.                | niet geplaatst          | niet geplaatst       | niet geplaatst                    | niet geplaatst       | niet geplaatst |

Vrouwen
| judoka              | onderdeel | eerste ronde           | tweede ronde                   | derde ronde                  | kwartfinale          | halve finale            | herkansing           | finale / BM                  | finale / BM    |
| judoka              | onderdeel | tegenstander uitslag   | tegenstander uitslag           | tegenstander uitslag         | tegenstander uitslag | tegenstander uitslag    | tegenstander uitslag | tegenstander uitslag         | rang           |
| ------------------- | --------- | ---------------------- | ------------------------------ | ---------------------------- | -------------------- | ----------------------- | -------------------- | ---------------------------- | -------------- |
| Joanne van Lieshout | −63 kg    | Cindy Mera W 10:00     | Lucy Renshall W 00:10          | Miku Takaichi W 01:00        | Szofi Ozbas W 10:00  | Andreja Leški V 01:00   | n.v.t.               | Prisca Awiti Alcaraz W 00:11 | Brons          |
| Sanne van Dijke     | −70 kg    | bye                    | Anka Pogačnik W 10:00          | Giovanna Scoccimarro V 00:10 | niet geplaatst       | niet geplaatst          | niet geplaatst       | niet geplaatst               | niet geplaatst |
| Kim Polling         | −70 kg    | Aoife Coughlan W 00:02 | Assmaa Niang W 11:00           | Barbara Matić V 11:00        | niet geplaatst       | niet geplaatst          | niet geplaatst       | niet geplaatst               | niet geplaatst |
| Natascha Ausma      | −78 kg    | bye                    | Georgika Djengue Moune W 00:01 | Alice Bellandi V 10:00       | niet geplaatst       | niet geplaatst          | niet geplaatst       | niet geplaatst               | niet geplaatst |
| Guusje Steenhuis    | −78 kg    | bye                    | Otgonbayaryn Khüslen W 11:00   | Moira de Villiers W 10:00    | Alina Böhm W 02:00   | Audrey Tcheuméo V 01:00 | n.v.t.               | Ma Zhenzhao W 10:00          | Brons          |
| Marit Kamps         | +78 kg    | bye                    | Hilal Öztürk W 00:10           | Julia Tolofua V 02:00        | niet geplaatst       | niet geplaatst          | niet geplaatst       | niet geplaatst               | niet geplaatst |
| Karen Stevenson     | +78 kg    | bye                    | Brigitte Carabali W 00:10      | Kim Ha-yun V 10:00           | niet geplaatst       | niet geplaatst          | niet geplaatst       | niet geplaatst               | niet geplaatst |

Gemengd
| judoka's | onderdeel    | eerste ronde         | tweede ronde         | kwartfinale          | halve finale         | herkansing           | finale / BM          | finale / BM |
| judoka's | onderdeel    | tegenstander uitslag | tegenstander uitslag | tegenstander uitslag | tegenstander uitslag | tegenstander uitslag | tegenstander uitslag | rang        |
| --- | ------------ | -------------------- | -------------------- | -------------------- | -------------------- | -------------------- | -------------------- | ----------- |
| Nederland Koen Heg (−73 kg) Noël van 't End (−90 kg) Frank de Wit (−90 kg) Roy Meyer (+90 kg) Michael Korrel (+90 kg) Julie Beurskens (−57 kg) Kim Polling (−70 kg) Sanne van Dijke (−70 kg) Guusje Steenhuis (+70 kg) Karen Stevenson (+70 kg) | gemengd team | n.v.t.               | Cuba W 4-3           | Oezbekistan W 4-3    | Japan V 4-2          | n.v.t.               | Marokko W 3-0        | Brons       |